# John Latham
John Latham (27. června 1740 – 4. února 1837) byl anglický lékař, přírodovědec a spisovatel.

## Život
John Latham se narodil 27. června 1740 v Elthamu v jihovýchodním Londýně jako nejstarší syn chirurga Johna Lathama.
Základní vzdělání dostal na Merchant Taylors' School a následně studoval anatomii u Williama Huntera a své lékařské vzdělávání dokončil v londýnských nemocnicích. V roce 1763, ve svých třiadvaceti letech, začal pracovat jako lékař ve vesnici Darenth nedaleko Dartfordu v Kentu. Téhož roku se oženil s Ann Porter, s níž měl čtyři děti, přičemž dvě (syn John a dcera Ann) přežily dětství.
Lékařskou praxi ukončil v roce 1796 ve věku 56 let a následně se usadil ve městě Romsey v Hampshire. V roce 1798 zemřela jeho manželka, avšak Latham se téhož roku oženil s Ann Delamott. Jeho syn, který investoval peníze do řady hostinců, se silně zadlužil a roku 1817 vyhlásil bankrot. Latham ztratil většinu svého bohatství synovou podporou. V roce 1819 prodal svůj dům v Romsey a se svou manželkou se přestěhoval do Winchester, kde žil s rodinou své dcery. V roce 1821 zemřela jeho druhá manželka a následujícího roku spáchal sebevraždu jeho syn.
Latham zemřel 4. února 1837 ve Winchesteru ve věku 96 let. Pochován byl v Romsey Abbey.